# Yale jezik
Yale jezik (nagatiman, nagatman, yade, yarë; ISO 639-3: nce), izolirani jezik iz Papue Nove Gvineje, koji se govori u šest sela u provinciji Sandaun, distrikt Amanab.
600 govornika (1991 SIL). Pripadnici etničke grupe žene se s plemenima Odiai, Abau i Kwomtari. Postoje dva vrlo slična dijalekta. Među mlađima u upotrebi je i tok pisin [tpi].

## Vanjske poveznice
- Ethnologue (14th)
- Ethnologue (15th)